# But Life Goes On
But Life Goes On demoalbum je švedskog death metal-sastava Entombed. Diskografska kuća CBR Records objavila ga je 1989.

## Popis pjesama
| 1.   | »But Life Goes On« | Nicke Andersson          | Andersson            | 2:49 |
| 2.   | »Shreds of Flesh«  | Andersson, Ulf Cederlund | Andersson, Cederlund | 2:03 |
| 3.   | »The Truth Beyond« | Alex Hellid, Andersson   | Andersson, Cederlund | 3:22 |
| 8:14 |                    |                          |                      |      |

## Zasluge
Entombed
- L-G Petrov – vokal
- Ulf Cederlund – gitara, bas-gitara
- Nicke Andersson – bubnjevi, gitara, bas-gitara

Ostalo osoblje
- Tomas Skogsberg – inženjer zvuka
- Alex Hellid – logotip sastava